# Open de Suède de tennis de table

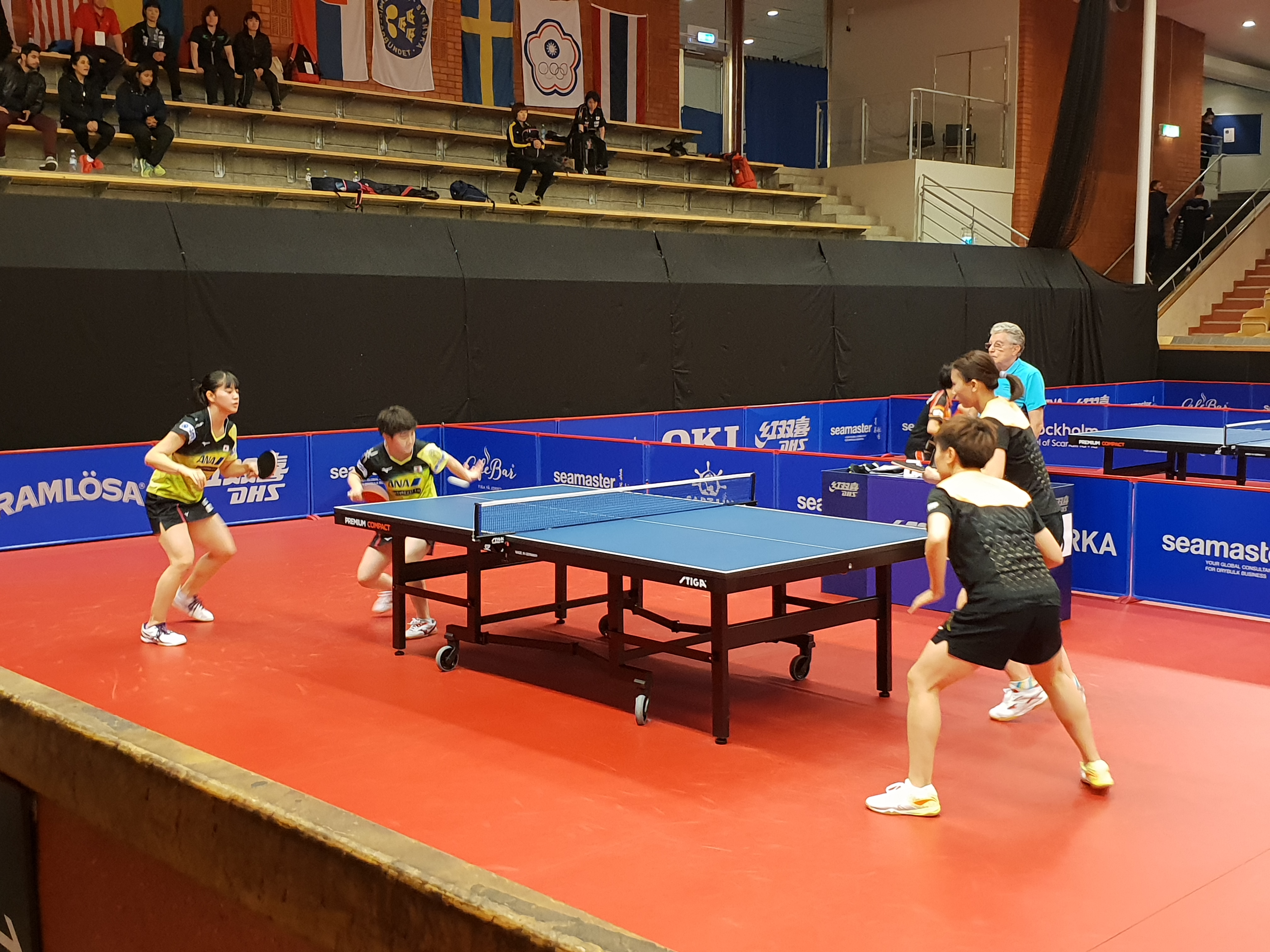
Open de Suède de tennis de table, Stockholm octobre 2018. Double dame, second tour, match opposant les japonaises Miyu Nagasaki et Satsuki Ōdō (en jaune) aux chinoises Liu Gaoyang et Zhang Rui (en rouge).

Pour les articles homonymes, voir Open de Suède.
L'Open de Suède  est un tournoi international de tennis de table en Suède.
A partir de 1996, il devient une étape du Pro-tour de tennis de table, organisée par la fédération internationale de tennis de table, puis à partir de 2023 une étape du circuit WTT.

## Historique
Le tournoi a eu lieu pour la première fois en 1954 et a figuré au calendrier du circuit mondial ITTF à de nombreuses reprises depuis la création du circuit en 1996, y compris chaque année depuis 2011,.
Les Chinois Fan Zhendong et Wang Liqin détiennent conjointement le record du plus grand nombre de victoires en tournois simples masculins, avec trois. Agnes Simon détient le record du plus grand nombre de victoires en tournois simples féminins, avec quatre, représentant les Pays-Bas pour son premier titre et l'Allemagne de l'Ouest pour les trois autres.
En août 2016, l'ITTF a annoncé que Stockholm avait été choisie comme l'une des six villes pour accueillir un événement régulier du World Tour dans le calendrier remanié de 2017. Il s'agit de l'équivalent du statut de Major Series que le tournoi détient actuellement, les événements « Platinum » remplaçant les Super Series en tant que niveau supérieur du circuit.

## Palmarès

### Internationaux de Suède
| Année | Simple messieurs   | Simple dames          | Double messieurs                       | Double dames                      | Double mixte                       |
| ----- | ------------------ | --------------------- | -------------------------------------- | --------------------------------- | ---------------------------------- |
| 1954  | Žarko Dolinar      | Angelica Rozeanu      | Ivan Andreadis Ladislav Štípek         | Angelica Rozeanu Ella Zeller      | Ivan Andreadis Diane Rowe          |
| 1955  | Kálmán Szepesi     | Angelica Rozeanu      | Tage Flisberg Johnny Leach             | Angelica Rozeanu Ella Zeller      | Kálmán Szepesi Éva Kóczián         |
| 1957  | Zoltán Berczik     | Ann Haydon            | Zoltán Berczik Ferenc Sidó             | Ann Haydon Éva Kóczián            | Matei Gantner Ella Zeller          |
| 1958  | Vojislav Markovic  | Agnes Simon           | Zoltán Berczik László Földy            | Agnes Simon Birgitta Tegner       | Gheorghe Cobirzan Maria Alexandru  |
| 1959  | Zhuang Zedong      | Éva Kóczián           | Li Furong Zhuang Zedong                | Éva Kóczián Sarolta Lukacs-Mathe  | Gheorghe Cobirzan Maria Alexandru  |
| 1960  | Yang Ruihua        | Agnes Simon           | Yang Ruihua Zhou Lansun                | Hu Keming Ma Guanghong            | Zhou Lansun Ma Guanghong           |
| 1961  | Peter Rozsas       | Agnes Simon           | Ivan Andreadis Vladimir Miko           | Éva Kóczián Diane Rowe            | Miklos Peterfy Éva Kóczián         |
| 1962  | Vojislav Markovic  | Éva Kóczián           | Erich Arndt Dieter Michalek            | Britt Andersson Éva Kóczián       | Hans Alsér Inge Harst-Muser        |
| 1963  | Hans Alsér         | Éva Kóczián           | Hans Alsér Kjell Johansson             | Diane Rowe Mary Shannon           | Anatoly Amelin Zoja Rudnova        |
| 1965  | Wang Jiasheng      | Li Henan              | Wang Jiasheng Yu Yize                  | Li Henan Lin Huiqing              | Wang Jiasheng Li Henan             |
| 1967  | Stefan Kollarowitz | Zoja Rudnova          | Anatoly Amelin Stanislav Gomozkov      | Svetlana Fedorova Zoja Rudnova    | Dorin Giurgiuca Maria Alexandru    |
| 1969  | Tibor Klampár      | Agnes Simon           | Anatoly Amelin Stanislav Gomozkov      | Maria Alexandru Eleonora Mihalca  | Stanislav Gomozkov Zoja Rudnova    |
| 1970  | Hans Alsér         | Zheng Minzhi          | Li Jingguang Zhuang Zedong             | Li Li Liang Lizhen                | Zhang Xielin Lin Huiqing           |
| 1971  | Kjell Johansson    | Birgitta Rådberg      | Stellan Bengtsson Bo Persson           | Li Li Zheng Huaiying              | Yu Changchun Zheng Huaiying        |
| 1972  | Kjell Johansson    | Lee Ailesa            | Stanislav Gomozkov Sarkis Sarkhojan    | Lee Ailesa Park Mi-ra             | István Jónyer Judit Magos-Havas    |
| 1973  | Dragutin Šurbek    | Yu Jinjia             | Stellan Bengtsson Kjell Johanssonn     | Jill Hammersley Beatrix Kisházi   | Lu Yuansheng Liu Xinyan            |
| 1974  | Dragutin Šurbek    | Huang Xiping          | Stellan Bengtsson Kjell Johanssonn     | Ge Xinai Hu Yulan                 | Antun Stipančić Erzsebet Palatinus |
| 1975  | Stellan Bengtsson  | Liu Xinyan            | Antun Stipančić Dragutin Šurbek        | Xie Chunying Zhang Deying         | Li Peng Li Ming                    |
| 1976  | Guo Yuehua         | Pak Yung-sun          | Guo Yuehua Liang Geliang               | Kim Chang-ae Pak Yung-sun         | Liang Geliang Ge Xinai             |
| 1977  | Lu Qiwei           | Yang Ying             | Patrick Birocheau Jacques Secrétin     | Cao Yanhua Tong Ling              | Jacques Secrétin Claude Bergeret   |
| 1978  | Li Zhenshi         | Tong Ling             | Gábor Gergely Milan Orlowski           | Li Ming Yan Guili                 | Huang Liang Tong Ling              |
| 1979  | Stellan Bengtsson  | Ann-Christine Hellman | Liao Fumin Wang Huiyuan                | Liu Yang Xie Chunying             | Stellan Bengtsson Eva Strömvall    |
| 1980  | Ulf Carlsson       | Cao Yanhua            | Patrick Birocheau Jacques Secrétin     | An Hae-sook Hwang Nam-sook        | Guo Yuehua Zhang Deying            |
| 1981  | Jiang Jialiang     | Chen Lili             | Zoran Kalinić Dragutin Šurbek          | Judit Magos-Havas Gabriella Szabó | Andrzej Grubba Bettine Vriesekoop  |
| 1983  | Jan-Ove Waldner    | Dai Lili              | Tibor Klampár Zsolt Kriston            | Jiao Zhimin Li Huifen             | Dragutin Šurbek Branka Batinic     |
| 1985  | Andrzej Grubba     | He Zhili              | Ilija Lupulesku Zoran Primorac         | Chen Zihe Zhu Juan                | Huang Wenguan Zhu Juan             |
| 1987  | Chen Zhibin        | Cho Jung-hui          | Patrick Birocheau Jean-Philippe Gatien | Chen Jing Liu Wei                 | Chen Zhibin Chen Jing              |
| 1989  | Ri Gun-sang        | Chen Jing             | Jean-Philippe Gatien Andrzej Grubba    | Ri Pun-hui Yu Sun-bok             | Non décerné                        |
| 1991  | Mikael Appelgren   | Deng Yaping           | Steffen Fetzner Jörg Roßkopf           | Deng Yaping Qiao Hong             | Non décerné                        |
| 1993  | Andrzej Grubba     | Csilla Bátorfi        | Lin Zhigang Liu Guoliang               | Li Ju Wu Na                       | Non décerné                        |
| 1994  | Ding Song          | Wang Nan              | Non décerné                            | Non décerné                       | Non décerné                        |
| 1995  | Vladimir Samsonov  | Chen Jing             | Non décerné                            | Non décerné                       | Non décerné                        |

### Open de Suède ITTF
| Année          | Catégorie         | Simple messieurs  | Simple dames       | Double messieurs                    | Double dames               | Double mixte      | U21 messieurs   | U21 dames       |
| -------------- | ----------------- | ----------------- | ------------------ | ----------------------------------- | -------------------------- | ----------------- | --------------- | --------------- |
| 1996           |                   | Jörgen Persson    | Deng Yaping        | Ma Wenge Wang Tao                   | Deng Yaping Yang Ying      | Non décerné       | Non décerné     | Non décerné     |
| 1997           |                   | Vladimir Samsonov | Wang Hui           | Lucjan Blaszczyk Tomasz Krzeszewski | Kim Moo-kyo Park Hae-jung  | Non décerné       | Non décerné     | Non décerné     |
| 1998           |                   | Damien Eloi       | Qianhong Gotsch-He | Ma Lin Qin Zhijian                  | Lin Ling Sun Jin           | Non décerné       | Non décerné     | Non décerné     |
| 1999           |                   | Wang Liqin        | Sun Jin            | Patrick Chila Jean-Philippe Gatien  | Sun Jin Yang Ying          | Non décerné       | Non décerné     | Non décerné     |
| 2000           |                   | Liu Guozheng      | Zhang Yining       | Liu Guozheng Ma Lin                 | Bai Yang Niu Jianfeng      | Non décerné       | Non décerné     | Non décerné     |
| 2001           |                   | Wang Liqin        | Guo Yan            | Wang Liqin Yan Sen                  | Bai Yang Yang Ying         | Non décerné       | Non décerné     | Non décerné     |
| 2003           |                   | Wang Liqin        | Zhang Yining       | Ma Lin Wang Hao                     | Guo Yue Niu Jianfeng       | Non décerné       | Fedor Kuzmin    | Ai Fukuhara     |
| 2005           |                   | Timo Boll         | Cao Zhen           | Lee Jung-woo Oh Sang-eun            | Tie Yana Zhang Rui         | Non décerné       | Janos Jakab     | Huang Yi-hua    |
| 2007           |                   | Wang Hao          | Li Xiaoxia         | Ma Long Wang Hao                    | Kim Kyung-ah Park Mi-young | Non décerné       | Lee Jink-won    | Feng Tianwei    |
| 2011           |                   | Ma Long           | Guo Yan            | Wang Liqin Yan An                   | Guo Yan Guo Yue            | Non décerné       | Ricardo Walther | Kasumi Ishikawa |
| 2012           | Satellite circuit | Hampus Nordberg   | Kim Song-i         | -                                   | -                          |                   |                 |                 |
| 2013           | Major Series      | Yan An            | Chen Meng          | Jens Lundqvist Xu Xin               | Li Xiaodan Mu Zi           | Non décerné       | Tzu-Hsiang Hung | Sofia Polcanova |
| 2014           | Major Series      | Fan Zhendong      | Zhu Yuling         | Wang Hao Yan An                     | Liu Shiwen Zhu Yuling      | Non décerné       | Masaki Yoshida  | Hitomi Sato     |
| 2015           | Major Series      | Fan Zhendong      | Mu Zi              | Fang Bo Xu Xin                      | Chen Meng Mu Zi            | Non décerné       | Tristan Flore   | Yui Hamamoto    |
| 2016           | Major Series      | Yuya Oshima       | Kasumi Ishikawa    | Hugo Calderano Gustavo Tsuboi       | Cheng I-Ching Lee I-Chen   | Non décerné       | Kenta Tazoe     | Choi Hyo-joo    |
| 2017 Stockholm | World Tour        | Xu Xin            | Chen Xingtong      | Xu Xin Fan Zhendong                 | Mima Ito Hina Hayata       | Non décerné       | Park Gan-hyeon  | Zhang Rui       |
| 2018           | World Tour        | Fan Zhendong      | Mima Ito           | Liao Cheng-ting Lin Yun-ju          | Chen Xingtong Sun Yingsha  | Non décerné       | Cho Seung-min   | Choi Hyo-joo    |
| 2019           | World Tour        | Wang Chuqin       | Chen Meng          | Fan Zhendong Xu Xin                 | Chen Meng Ding Ning        | Xu Xin Liu Shiwen | Non décerné     | Non décerné     |

### Tournois WTT

#### Série WTT
| Année & Lieu | Tournoi               | Simple messieurs | Double messieurs | Simple dames | Double dames | Double mixte |
| ------------ | --------------------- | ---------------- | ---------------- | ------------ | ------------ | ------------ |
| 2025 Malmö   | Europe Smash - Sweden |                  |                  |              |              |              |

##### Série Feeder
| Année & Lieu   | Tournoi              | Simple messieurs | Double messieurs               | Simple dames  | Double dames               | Double mixte                  |
| -------------- | -------------------- | ---------------- | ------------------------------ | ------------- | -------------------------- | ----------------------------- |
| 2023 Stockholm | WTT Feeder Stockholm | Truls Möregårdh  | Truls Möregårdh Anton Källberg | Sakura Mori   | Sarah De Nutte Xia Lian Ni | Mattias Falck Linda Bergström |
| 2024 Halmstad  | WTT Feeder Halmstad  | Xue Fei          | Sun Wen Xu Haidong             | Wang Xiaotong | Wang Xiaotong Han Feier    | Huang Youzheng Zong Geman     |